# 酒井麻衣
酒井 麻衣 (さかい まい、1991年8月22日 - ) は日本の映画監督である。長野県千曲市出身。京都造形芸術大学映画学科プロデュースコース卒業。

## 人物
- ディズニー作品やティム・バートン監督作品、ジブリ作品を観て育つ[4]。
- 高校時代は生徒会執行部で副会長を務めた[5]。
- 関西の制作会社に就職したが「映画監督になること」に覚悟を決めて退職、上京する[6]。
- ゆうばり国際ファンタスティック映画祭には2014年『棒つきキャンディー』『神隠しのキャラメル』、2016年『金の鍵』『いいにおいのする映画』[7]、2017年『はらはらなのか。』[8]と監督作品が招待され、ゲストとして参加している。
- 映画祭に出品された『いいにおいのする映画』がグランプリ・観客賞など史上初の6冠を受賞し、単独での劇場公開及びDVD化を果たす。
- 『いいにおいのする映画』公開から1年後の24歳のとき『はらはらなのか。』で商業映画監督デビュー。
- 2018年7月、テレビ東京系『恋のツキ』で連続テレビドラマを初監督。
- 際立つ創造性を発揮した100人を選出する「映像作家100人2020」に選出される。

## 映像作品

### 映画
- 棒つきキャンディー（2012年） - 監督・脚本・編集
- 神隠しのキャラメル（2013年） - 監督・脚本・編集
- 金の鍵（2014年）- 監督
- 笑門来福（2014年）- 監督
- いいにおいのする映画（2016年1月9日全国公開）- 監督・脚本・編集
- はらはらなのか。（2017年4月1日全国公開）- 監督・脚本
- ウィッチ・フウィッチ iphone撮影プロジェクト（2018年2月24日公開、VICE / 2018年3月10日配信、VICE PLUS）- 原案・監督・編集
- 美しい彼～special edit version～（2023年3月10日）- 監督
- 美しい彼〜eternal〜（2023年4月7日）- 監督
- 夜が明けたら、いちばんに君に会いにいく（2023年9月1日）- 監督・脚本
- 恋を知らない僕たちは（2024年8月23日）- 監督
- チャチャ（2024年10月11日）- 監督・脚本[9]
- ストロベリームーン（2025年10月17日公開予定） - 監督[10]

### テレビドラマ
- 恋のツキ（2018年7月26日 - 10月11日、テレビ東京・Netflix） - 監督（3.8.10話）
- 御曹司ボーイズ（2019年4月28日 - 6月16日、AbemaTV） - 監督（7 - 12話）
- W県警の悲劇（2019年7月27日 - 9月21日、BSテレビ東京） - 監督（2.3話）
- 死役所（2019年10月17日 - 12月19日、テレビ東京） - 監督（3.4話）
- ぴぷる〜AIと結婚生活はじめました〜（2020年5月19日 - 6月30日、WOWOWプライム）- メイン監督（1.2.7.8話）
- 荒ぶる季節の乙女どもよ。（2020年9月9日 - 10月28日、MBS・TBS）- メイン監督（1.4.5.8話）
- 38歳バツイチ独身女がマッチングアプリをやってみた結果日記（2020年11月19日 - 12月24日、テレビ東京）- 監督（全話）
- 雨の日（2021年11月3日、NHK）- 監督[11]
- 美しい彼（2021年11月19日 - 12月24日、MBS・TBS）- 監督（全話）
- 明日、私は誰かのカノジョ（2022年4月13日 - 6月29日、MBS・TBS）- メイン監督（1-5.11.12話）
- 美しい彼 シーズン2（2023年2月8日 - 3月1日、MBS・TBS） - 監督（全話）
- 明日、私は誰かのカノジョ 特別編（2023年5月3日・10日、MBS・TBS）- 監督

### MV
- 井上苑子「だいすき。」（2015年） - 脚本
- ジュネス☆プリンセス「イタズラに花の色（2016年）- 監督・編集ほか (映画『いいにおいのする映画』スピンオフ)
- 花澤香菜「あたらしいうた 」（2016年）- 監督
- GOMESS「Spica with 中尾有伽 」（2016年） - 監督・編集
- ハジ→「ラブレター。feat. 井上苑子」（2017年） - 監督
- 花澤香菜「春に愛されるひとに わたしはなりたい 」（2018年） - 監督
- ゲスの極み乙女。「ドグマン」（2018年） - 監督
- ジェニーハイ「ジェニーハイラプソディー」（2019年） - 監督
- ジェニーハイ「シャミナミ」（2019年） - 監督
- GReeeeN「2/7の順序なき純情」（2019年） - 監督
- 斉藤朱夏「パパパ」（2019年） - 監督
- ≠ME「君と僕の歌」（2020年） - 監督
- きゃりーぱみゅぱみゅ「かまいたち」（2020年） - 監督
- Little Glee Monster「Jingle Bells」ユニクロクリスマスキャンペーンソング（2020年） - 監督
- ラトゥラトゥ「閲覧注意」（2021年） - 監督
- 三月のパンタシア「君をもっと知りたくない」（2021年） - 監督・編集
- Seven Billion Dots「Nightmare」（2021年） - 監督
- Seven Billion Dots「MAZICA PARTY」（2021年） - 監督
- なにわ男子「初心LOVE」（2021年） - 監督
- 和ぬか「ビーユアセルフ」（2021年） - 監督
- OCTPATH「IT’S A BOP」（2022年） - 監督
- 優里「レオ」（2022年） - 監督・撮影・編集
- なにわ男子「ダイヤモンドスマイル」（2022年） - 監督
- Nissy「I Need You」（2022年） - 監督
- マルシィ 「願いごと」（2025年） - 監督
- sumika「Dang Ding Dong」（2025年） - 監督

### CM
- Neo Shibuya TV「Nao Takahashi」short movie - 渋谷の街頭ビジョン9箇所で放送（2019年）- 監督
- GiRLS by PEACH JOHN劇場版「美少女戦士セーラームーンEternal」コラボ WEB CM（2021年）- 監督

### その他
- 彌勒 MIROKU（2013年10月26日公開、林海象監督） - 助監督
- アイスと雨音 （2018年3月3日公開、松居大悟監督） - 制作協力
- 猫カレ -少年を飼う- 第7話（2023年11月19日、BSテレビ東京） - 「風船の廊下」案内人 役（友情エキストラ出演）[12]

## 舞台
- チャラン・ポ・ランタン もものひとり芝居『あのさ、生まれ変わったら』（2017年） - 演出、共同脚本 (松井玲奈、渡辺大知、小春)
- 朗読劇『いつもポケットにショパン』新国立劇場 小劇場（2019年6月）- 演出
- 朗読劇『いつもポケットにショパン』〜2nd Lesson〜紀伊國屋ホール（2022年1月）- 演出

## 音楽

### 作詞
- 吉田凜音「旬感少女」(作曲：Kenmochi Hidefumi) - アルバム『SEVENTEEN』収録

## 文筆
- ビジネス&カルチャーブック「tattva」（季刊） 連載

## 受賞歴
- 棒つきキャンディー
映文連アワード2012部門優秀賞、山形国際ムービーフェスティバル審査員特別賞
- 笑門来福
あいち国際女性映画祭準グランプリ (2015年)
- いいにおいのする映画
MOOSIC LAB 2015グランプリ・観客賞(2015年)[13]
- 美しい彼
第59回ギャラクシー賞第16回「マイベストTV賞」グランプリ(2022年)[14]
- 美しい彼 シーズン２
第60回ギャラクシー賞第17回「マイベストTV賞」グランプリ(2023年)[15]
- 美しい彼〜eternal〜
第78回毎日映画コンクール日本映画部門TSUTAYA DISCAS映画ファン賞(2024年)[16]